# Нома (заболевание)
Нома (греч. νομή «разъедание, распространение раны»; лат. cancer aquaticus, лат. stomatitis gangrenosa; старые названия — Водяной рак, Антонов огонь лица) — гангренозное заболевание, ведущее к разрушению тканей лица, в особенности рта и щёк.
Нома представляет собой распространение патологического процесса язвенно-некротического гингивита на слизистую щёк, что приводит к очень быстрому разрушению мягких тканей, выпадению зубов и обнажению обширных поверхностей челюстей. Нома начинается как язва с некротизированным дном или как язва, берущая начало на десне верхней челюсти.

## Причины
Точная этиология неизвестна, но нома похожа на заболевание, вызываемое бактериальной инфекцией, в частности фузоспирохетальными организмами. К факторам риска относят нехватку нескольких белков (например, пеллагра) и антисанитарные условия.

## Внешний вид и прогноз
На слизистых оболочках полости рта развивается язва (язвенно-некротический гингивит), что может ухудшить состояние тканей и костей лица и обычно приводит к очень быстрому разрушению мягких тканей, выпадению зубов и обнажению обширных поверхностей челюстей. В случае, иногда называемом как noma pudendi (нома половых органов), нома также может вызвать повреждение тканей половых органов.
Заболевание связано с высоким уровнем смертности в продвинутой стадии и в основном затрагивает детей в возрасте до двенадцати лет в беднейших странах Африки. Это также относится к детям в Азии и некоторых странах Южной Америки. До конца XIX века нома была распространена в Европе. Случаи заболевания были отмечены у заключённых концентрационных лагерей времён Второй мировой войны. Большинство детей заболевают номой в возрасте от 2 до 6 лет. По оценке Всемирной организации здравоохранения на 1998 год распространённость номы составляла 140 000 новых случаев заболевания ежегодно, 79 % заканчивались летальным исходом.

## История
Известная в древности таким врачам, как Гиппократ и Гален, нома была распространена во всём мире, включая Европу и Соединённые Штаты. Однако впервые подробно описана в Голландии в начале XVII века.
С улучшением гигиены и питания, после XX века нома исчезла из промышленно развитых стран, за исключением периода во время Второй мировой войны, когда она присутствовала в Освенциме и Бельзене. Заболевание и методы лечения были изучены Бертольдом Эпштейном, чешским врачом-заключённым, с которым работал Йозеф Менгеле.

### Настоящее время
В одной лишь Африке от номы пострадало более 400 000 детей. Несмотря на большое количество больных, на всём Африканском континенте существует только одна больница, специализирующаяся на лечении номы. Эта больница находится в Эфиопии, и в ней нет постоянных врачей, а для выполнения операций приезжают медицинские бригады из США и Европы. Лицо, повреждённое номой, можно восстановить только с помощью пластической хирургии.

## В литературе
Клиническое течение номы и попытки её лечения описал Иван Ефремов в романе «Лезвие бритвы».

## Лечение
Радикального нет. Больным назначают полоскания антисептиками, проводится хирургическое лечение — некрэктомия. Может применяться прижигание поражённого участка, антибактериальная терапия.
В XIX веке лечение состояло в укреплении организма: усиленное питание, препараты железа, местное применение прижигающих и антисептических средств. 